# Clemens Pickel
 (octobre 2022).
 (octobre 2022).
Clemens Pickel, né le 17 août 1961 à Colditz (alors en République démocratique allemande), dans le Land de Saxe, est un évêque catholique allemand, ordinaire du diocèse Saint-Clément de Saratov, qui recouvre les doyennés de la Russie d'Europe méridionale. Ce diocèse regroupe en 2004 environ 35 000 baptisés, 57 paroisses, 18 prêtres séculiers, 24 religieux dont 22 prêtres réguliers et 43 religieuses.

## Formation
De 1978 à 1981, Clemens Pickel a assisté au préséminaire Norbertinum à Magdebourg. En 1981, il s'est inscrit au séminaire Albert le Grand à Erfurt, où il a passé cinq années cruciales à approfondir sa connaissance de la théologie et à renforcer son engagement envers la vie consacrée. De 1987 à 1988, Clemens Pickel a poursuivi ses études au séminaire de Neuzelle à Brandebourg.

## Carrière
- 1987 : ordonné diacre
- 1988 : ordonné prêtre
- 1988-1990 : vicaire de la paroisse Sainte-Marie-Madeleine de Kamenz (Saxe).
- août 1990 : commence des missions pastorales dans des territoires de l'ancienne URSS.
- 1990-1991 : vicaire des paroisses catholiques (de descendants d'Allemands et de Polonais) de Douchanbé, Kourgan-Tubé et Bakhch, au Tadjikistan.
- 1991 : curé de la paroisse catholique de Marx (près de Saratov), de descendants d'Allemands de la Volga.
- 1992-1998 : tout en étant curé de Marx, Clemens Pickel est doyen de la région de la Volga et, à ce titre, visite d'anciennes paroisses dont il relève certaines.
- 1998 : évêque auxiliaire, en résidence à Marx (à cette époque, il est l'évêque le plus jeune d'Europe).
- 1999 : administrateur apostolique de la Russie d'Europe méridionale, nommé à Saratov.
- 2001 : membre du conseil pontifical « Cor Unum » à Rome.
- 11 février 2002 : 1er évêque ordinaire de Saratov, qui faisait partie autrefois du diocèse de Tiraspol. Le diocèse se met sous le patronage de saint Clément, pape mort en Tauride (actuelle Crimée).
- 15 décembre 2003 : après de longues négociations, reçoit son permis de résidence permanente.
- 2011 : vice-président de la conférence épiscopale de Russie.
- 2017 : président de la conférence épiscopale de Russie.